# Vikantice
Vikantice (in tedesco Weigelsdorf) è un comune della Repubblica Ceca facente parte del distretto di Šumperk, nella regione di Olomouc.